# 樣本唱片
樣本唱片，又稱作試聽帶、樣本歌曲、演示帶、示範帶、派台歌曲，英文常被通稱作，是英文（演示、示範、展示）的簡寫。樣本唱片是指歌曲在正式發行前錄音來提供參考的版本。樣本唱片讓音樂創作者能大略的將自己的構想，錄製在卡式錄音帶或雷射唱片上，提供唱片公司、製作人或其他歌手作為參考。音樂創作者也常使用樣本唱片來和樂團的同伴或編曲家分享彼此的概念想法；有時候作曲家也會將樣本唱片提供給歌手，希望能夠讓歌曲被正式的錄音和發行；音樂出版商也常需要簡易的錄音版本以作為發行或版權的參考。

## 录制原因
許多未被簽約的樂團和歌手會為了獲得唱片合約，而錄製樣本唱片。這些樣本唱片都會被送到唱片公司，希望能讓樂團或歌手能被唱片公司簽下，並進入專業錄音室錄製完整長度的專輯。然而，大型的唱片公司常會忽略利用郵件主動提供的示範唱片；歌手通常需要利用更有創意的方式，來將這些樣本唱片送至唱片公司的決策者手中。
作曲家和出版商所製作的樣本唱片，通常是使用最少的樂器演奏錄製，通常只有一把吉他或鋼琴以及演唱人聲的部份。在台灣的唱片業界，有時候當樣本唱片中的歌曲尚未填詞時，為了讓聆聽者能大致了解歌曲的感覺，因此在配唱時常常會以無意義的歌詞或隨意哼唱的英語或日語代替。艾爾頓·強和唐納文的經紀人也處理和音樂發行相關的事務，因此他們早期都是在錄音室中幫其他歌手錄製樣本唱片來增加實際經驗。
許多已簽約的樂團和歌手也會在錄製專輯前，先製作新歌的樣本。樣本唱片可以讓樂手與樂團的同伴分享彼此的想法，也能藉以發展出歌曲的數種不同版本，或是用快速錄製的版本決定哪一首歌曲較有可發展性。

## 样本唱片的特点
樣本唱片通常是使用較為簡易的設備錄製，例如卡式錄音機、或小型的4軌或8軌錄音機器，有時這些樣本歌曲比起經過後製最後完成版本，更能抓住歌手的感受或想表現的氣氛。路·瑞德在80年代時為了錄製他的專輯《紐約》（New York）找了一間錄音室，在那裡經過修飾的聲音就和他在家錄製的粗糙錄音帶一樣讓他滿意。
錄製出來的樣本歌曲很少會對一般大眾公開，但也有些歌手會在精選輯中收錄當初錄製的樣本歌曲。由於近年來獨立音樂蓬勃發展，因此也有許多網站提供平台，讓獨立樂團或歌手將自行錄製的樣本歌曲的上傳和發表（參見外部連結）。威瑟樂團（Weezer）也有在網路上公開許多樣本歌曲 （页面存档备份，存于）。

## 已公开的樣本歌曲或专辑举例
- 披頭四樂團——
- 莎拉·克勞克蘭——
- 皮特·湯申德——
- 性手槍樂團——
- 布魯斯·史普林斯汀——[註 2]
- 陶喆——《樂之路》（CD2）
- 周杰伦——《周杰倫限定珍藏DEMO空間》，收录了一首未发行歌曲“纽约地铁”。
- ——，收录了一首未发行歌曲
- 約翰·藍儂和小野洋子夫妇——，收錄了兩首未完成的樣本歌曲：藍儂的[註 3]以及小野的[註 4]
- 張雨生——《雨生歡禧城》、《如燕盤旋而來的思念》、《雨後星空》收錄共47首為他人創作或生前未發表的歌曲